# Isla de Cañas (Los Santos)
Isla Cañas es una isla frente a las costas del distrito de Tonosí, en el corregimiento isla Cañas de la provincia de Los Santos, Panamá. Está localizada al sur de la península de Azuero, entre los ríos Tonosí y Cañas, dentro de la ensenada de Búcaro al norte del cañón de Azuero en la costa pacífica santeña.  Fue decretada Refugio de Vida Silvestre el 29 de junio de 1994 con 254,3 km² de área protegida.  En sus playas anidan unas 10 000 tortugas cada año entre las que predomina la tortuga canal (Dermochelys coriacea), cahuama (Caretta caretta) y mulato (Lepidochelys olivacea). Forma parte del corregimiento de Isla de Cañas.

## Geografía
La Isla cuenta con un área total de 832.5 hectáreas con una longitud de 13 km, la parte más angosta es de tan sólo unos 175 metros.  Cuenta con una arena de color gris oscuro con un alto contenido en hierro y magnesio. Realmente la isla es un delta tipo barrera, con presencia de acantilados en su litoral. En las entradas de los canales se pueden observar acumulaciones de arena que forman dunas típicas de la costa azuerense. En cuanto a la flora de la isla pertencence al tipo Bosque Húmedo Tropical. En el norte de la isla podemos encontrar bosques de manglar con predominio del mangle rojo (Rhizophora mangle), mangle blanco (Laguncularia racemosa) y el mangle negro (Avicenia nitida), entre otras.

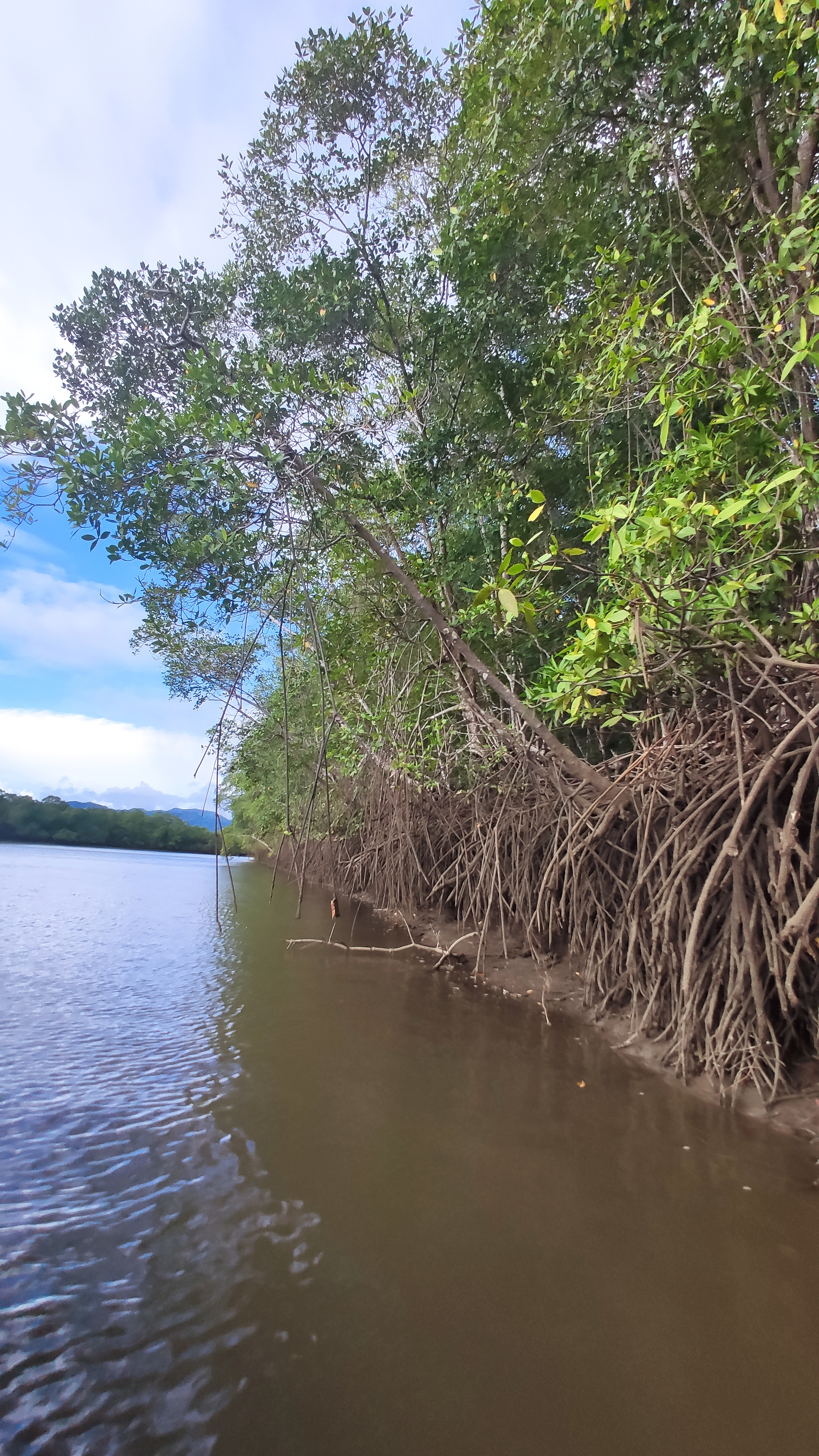
Manglares Isla Cañas
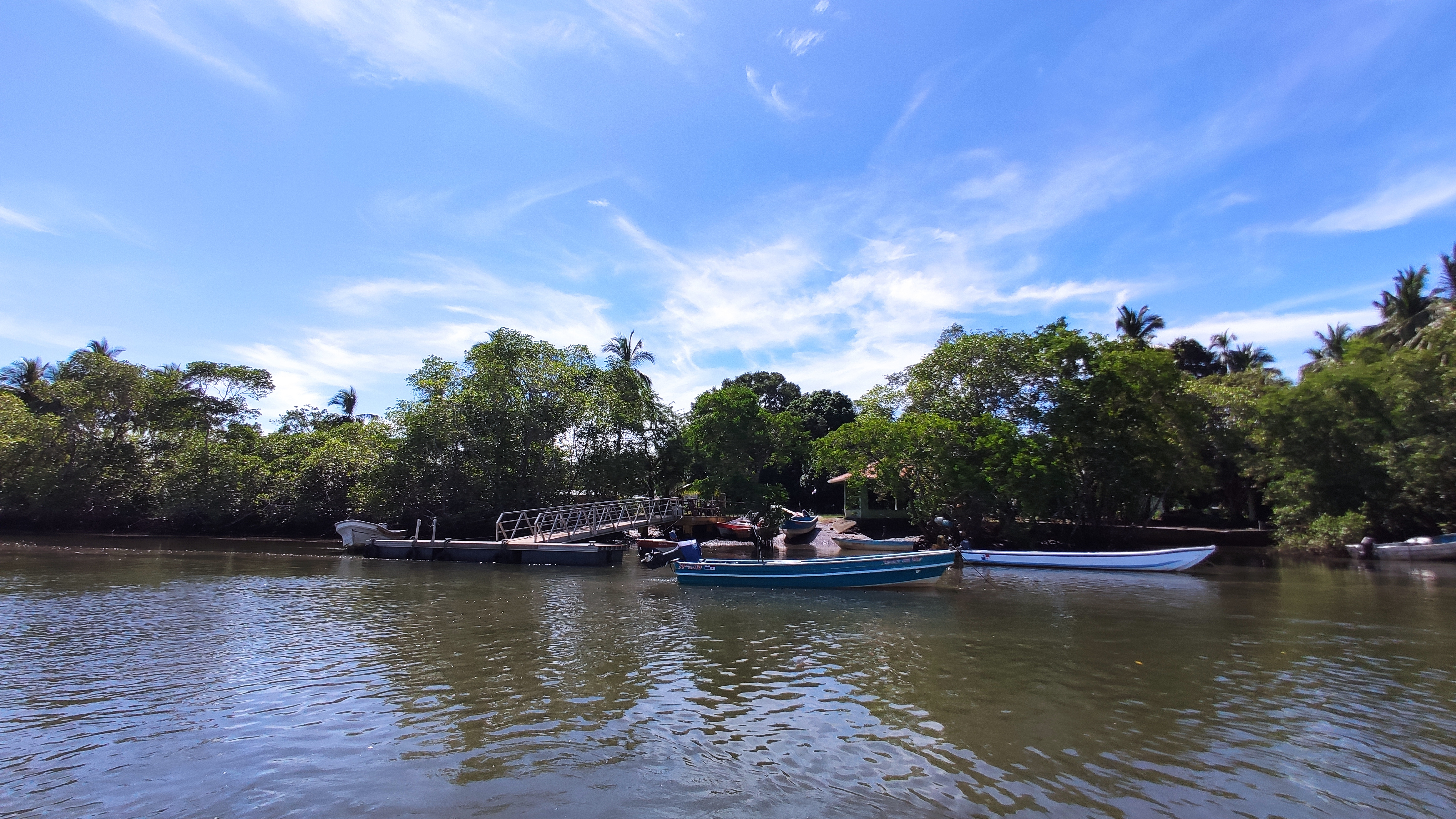
Puerto Isla Cañas
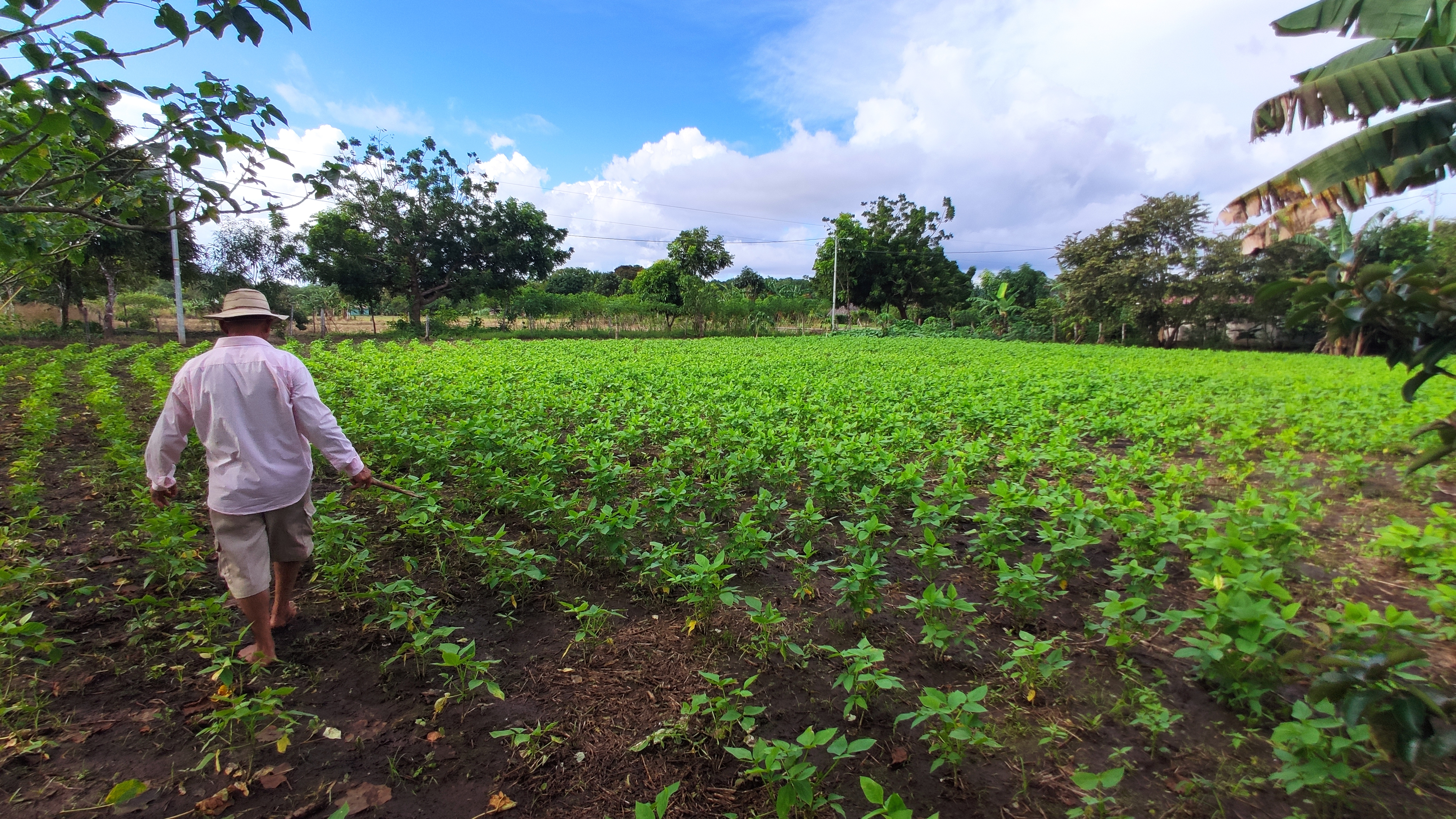
Cultivo en Isla Cañas
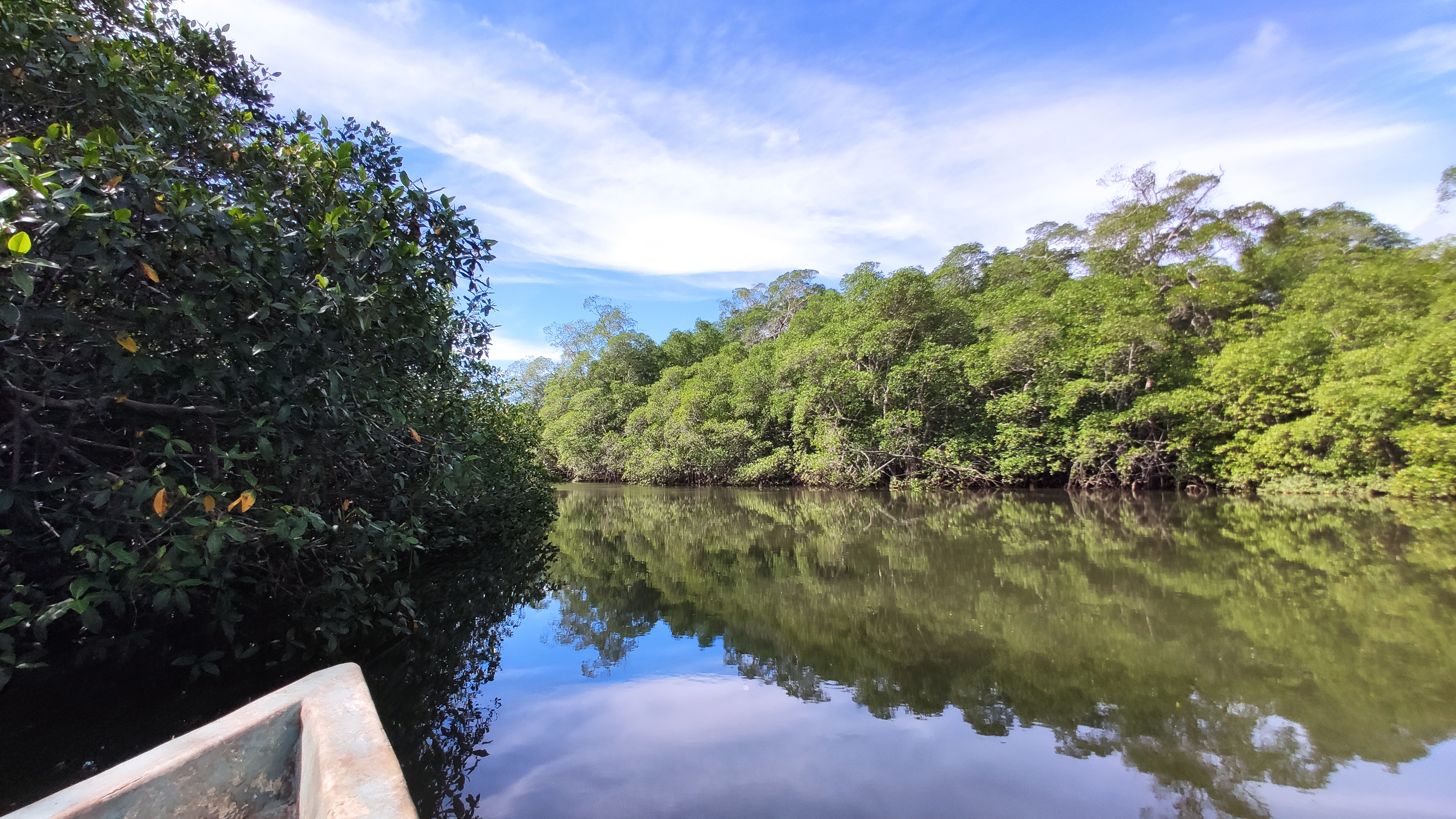
Manglares Isla Cañas
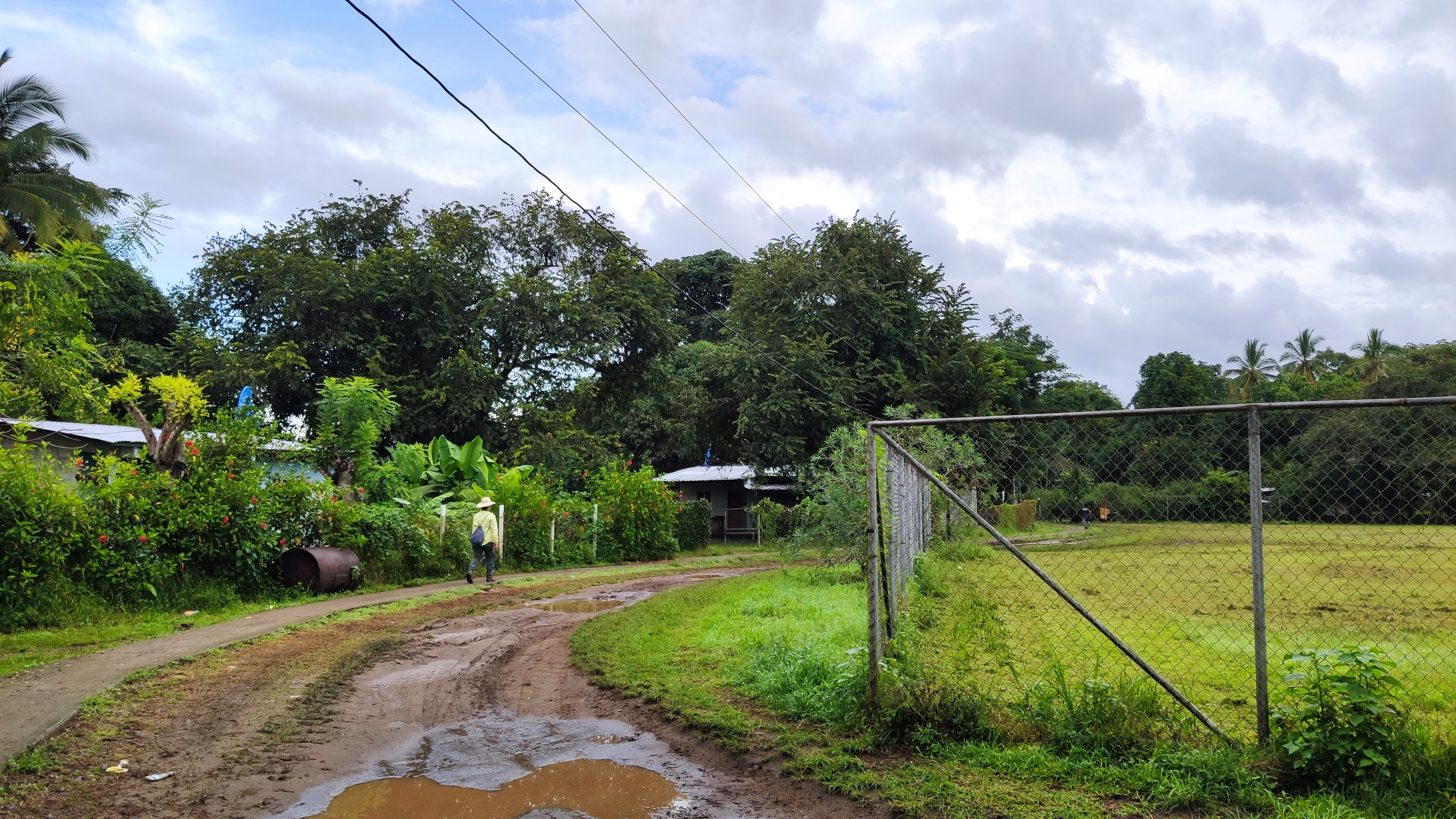
Poblado Isla Cañas
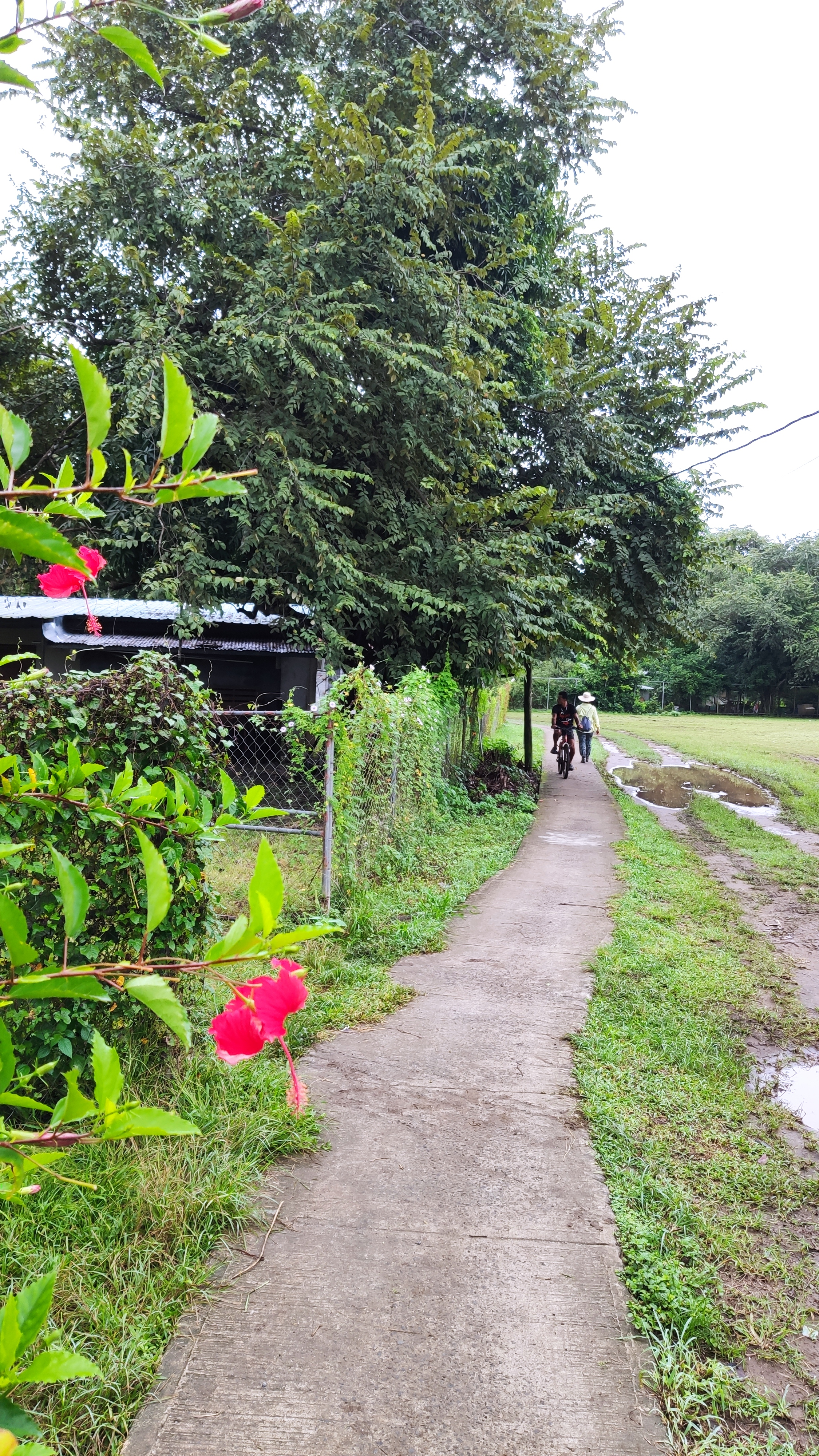
Poblado Isla Cañas
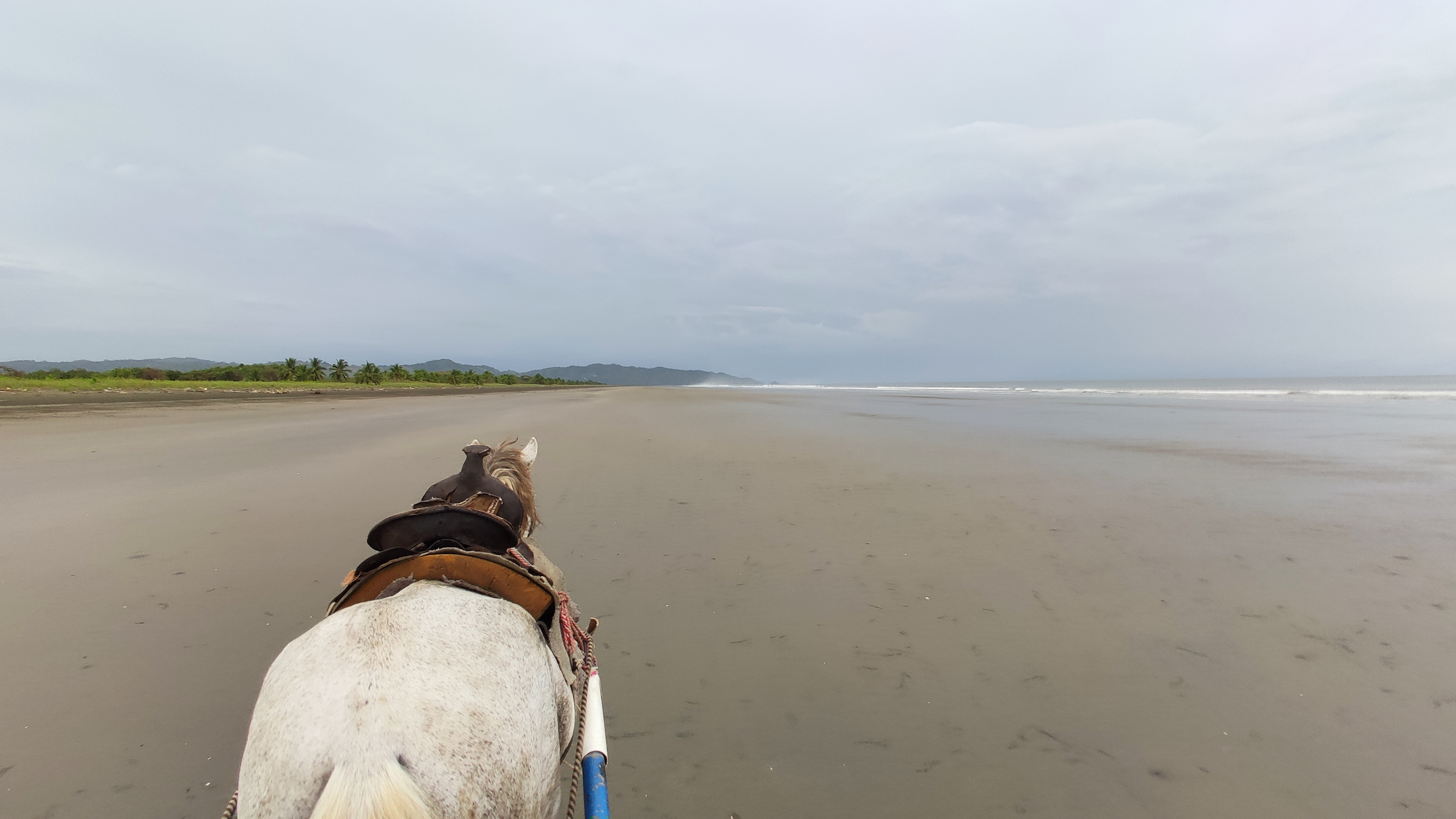
Playa Isla Cañas
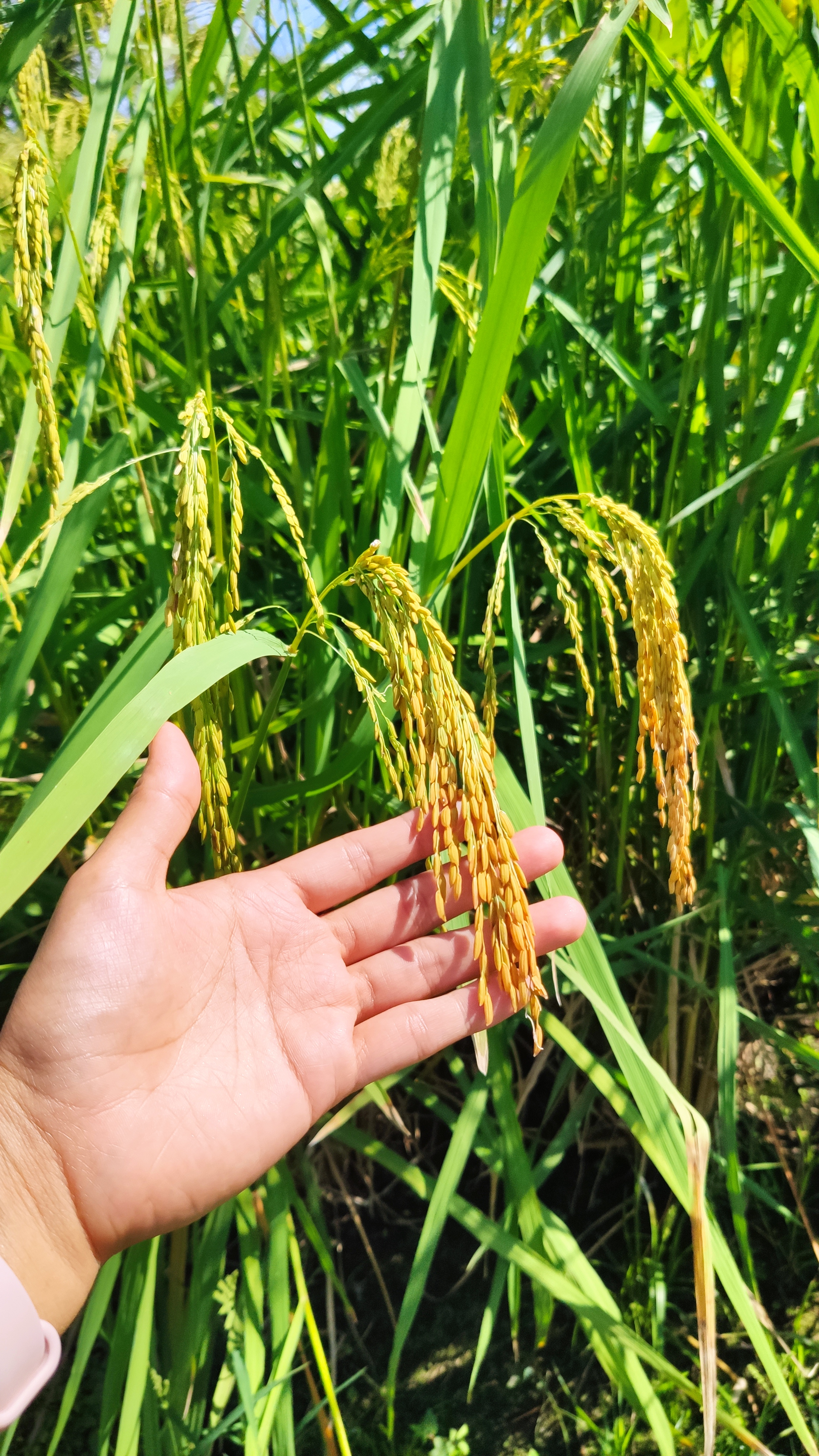
Cultivo de arroz Isla Cañas